# Народний артист Вірменської РСР
Народний артист Вірменської РСР (вірм. Հայկական ԽՍՀ ժողովրդական արտիստ) — почесне звання, установлене 23 жовтня 1931 року. Присвоювалось Президією Верховної Ради Вірменської РСР видатним діячам мистецтв, які особливо відзначилися в галузі розвитку театру, музики і кіно.
Присвоювалося, як правило, не раніше ніж через п'ять років після присвоєння почесного звання «Заслужений артист Вірменської РСР» або «Заслужений діяч мистецтв Вірменської РСР». Наступним ступенем визнання було присвоєння звання «Народний артист СРСР».
Вперше нагородження відбулося 1926 року — цього звання був удостоєний Спендіаров Олександр Опанасович — композитор і диригент. Останнім нагородженим в 1990 році став Параджанов Сергій Йосипович — кінорежисер.
З розпадом Радянського Союзу у  Вірменії звання «Народний артист Вірменської РСР» було замінено на звання «Народний артист Вірменії», при цьому за колишнім званням збереглися права і обов'язки, передбачені законодавством колишніх СРСР і Вірменської РСР про нагороди.